# Dendropsophus bokermanni
Dendropsophus bokermanni es una especie de anfibios de la familia Hylidae.
Habita en Brasil, Colombia, Ecuador, Perú, Venezuela y posiblemente Bolivia.
Sus hábitats naturales incluyen bosques tropicales o subtropicales secos y a baja altitud, pantanos y marismas intermitentes de agua dulce.